# Liten skuggknotterlav
Liten skuggknotterlav (Trapeliopsis glaucolepidea) är en lavart som först beskrevs av William Nylander och fick sitt nu gällande namn av Gotthard Schneider. 
Liten skuggknotterlav ingår i släktet Trapeliopsis och familjen Trapeliaceae.  Arten är reproducerande i Sverige. Inga underarter finns listade i Catalogue of Life.